# 咲かせてはいけない花
「咲かせてはいけない花」（さかせてはいけないはな）は、樹海の4枚目のシングル。

## 概要
2007年4月25日に発売された。作詞は愛未、作曲・編曲は出羽良彰、オーケストラアレンジは出羽良彰・羽毛田丈史。
初めてアニメタイアップから離れて発表された。今作より作詞のクレジットが、本名の「渡辺愛未」表記から「愛未」表記へ変更されている。

## 収録曲
1. 咲かせてはいけない花
  - 岩手めんこいテレビ制作UHF31局ネット『Break Point!』オープニングテーマ、朝日放送『ビーバップ!ハイヒール』エンディングテーマ

初めてダブルタイアップとなった楽曲。タイトルの「咲かせてはいけない花」とは、叶わない恋と知りつつも好きな気持ちが溢れていってしまう想いのことを表している。テーマを「原点回帰」として制作され、愛未曰く「デビュー曲である「あなたがいた森」を彷彿させつつも更なるスケールアップを図った」とコメントしている[要出典]。
アニメタイアップではないものの、2007年7月7日に日本武道館で行われたアニメソングライブフェス『Animelo Summer Live -Generation-A-』では「あなたがいた森」とともに披露されている。
2. ガラスの靴
樹海結成後初めて制作された曲で、本作で発表以前から存在していた。楽曲の世界観とタイトル曲の「咲かせてはいけない花」の世界観がぴったり合うという理由から本作で初めて収録が決定した（その際にアレンジと歌詞の一部を書き直している）。歌詞は愛未が17歳の時に書いたもので、「子ども扱いしないで一人の女性として見て欲しい」という気持ちを表現している[要出典]。
3. 咲かせてはいけない花 (instrumental)
4. ガラスの靴 (instrumental)